# Liste der Finanzminister Namibias
Dies ist eine Liste der Finanzminister Namibias (englisch Minister of Finance).

## Minister
| Nr.                                                                                        | Foto                                      | Name                                      | Lebensdaten                               | Partei                                    | Kabinett                                  | Amtszeit (Beginn)                         | Amtszeit (Ende)                           |
| Minister für Finanzen Minister of Finance                                                  | Minister für Finanzen Minister of Finance | Minister für Finanzen Minister of Finance | Minister für Finanzen Minister of Finance | Minister für Finanzen Minister of Finance | Minister für Finanzen Minister of Finance | Minister für Finanzen Minister of Finance | Minister für Finanzen Minister of Finance |
| ------------------------------------------------------------------------------------------ | ----------------------------------------- | ----------------------------------------- | ----------------------------------------- | ----------------------------------------- | ----------------------------------------- | ----------------------------------------- | ----------------------------------------- |
| 01                                                                                         |                                           | Otto Herrigel                             | 1937–2013                                 | SWAPO                                     | Nujoma I                                  | 1990                                      | 1992                                      |
| 02                                                                                         |                                           | Gert Hanekom                              | 1930–1999                                 | SWAPO                                     | Nujoma I                                  | 1992                                      | 1995                                      |
| 03                                                                                         |                                           | Helmut Angula                             | 1945–                                     | SWAPO                                     | Nujoma II                                 | 1995                                      | 1996                                      |
| 04                                                                                         |                                           | Nangolo Mbumba                            | 1941–                                     | SWAPO                                     | Nujoma II                                 | 1996                                      | 2000                                      |
| 04                                                                                         | Nujoma III                                | Nangolo Mbumba                            | 1941–                                     | SWAPO                                     | 2000                                      | 2005                                      |                                           |
| 05                                                                                         |                                           | Saara Kuugongelwa-Amadhila                | 1967–                                     | SWAPO                                     | Pohamba I                                 | 2005                                      | 2010                                      |
| 05                                                                                         | Pohamba II                                | Saara Kuugongelwa-Amadhila                | 1967–                                     | SWAPO                                     | 2010                                      | 2015                                      |                                           |
| 06                                                                                         |                                           | Calle Schlettwein                         | 1954–                                     | SWAPO                                     | Geingob I                                 | 2015                                      | 2020                                      |
| 07                                                                                         |                                           | Iipumbu Shiimi                            | 1970–                                     | SWAPO                                     | Geingob II                                | 2020                                      | 2022                                      |
| Minister für Finanzen und Staatsunternehmen Minister of Finance and Public Enterprises     |                                           |                                           |                                           |                                           |                                           |                                           |                                           |
| 08                                                                                         |                                           | Iipumbu Shiimi                            | 1970–                                     | SWAPO                                     | Geingob II Mbumba                         | 2022                                      | 2025                                      |
| Minister Finanzen und soziale Zuwendungen Minister of Finance and Social Grants Management |                                           |                                           |                                           |                                           |                                           |                                           |                                           |
| 09                                                                                         |                                           | Erica Shafudah                            |                                           | SWAPO                                     | Nandi-Ndaitwah                            | 2025                                      |                                           |